# Leopold Pfaundler
Leopold Pfaundler von Hadermur (Innsbruck, 1839. február 14. – Graz, 1920. május 6.) osztrák fizikus, kémikus.

## Élete
Meinhard von Pfaundler (1872-1947) gyermekorvos apja, Theodor Escherich (1857-1911) gyermekorvos apósa volt. Innsbruckban Heinrich Hlasiewicz (1825-1875) vegyész tanítványa volt, ezután a Müncheni Egyetemen Justus von Liebig (1803-1873) mellett tanult. Müncheni tanulmányai befejeztével Párizsban tanult tovább, ahol Henri Victor Regnault (1810-1878) és Charles Adolphe Wurtz voltak a mesterei. 1861-ben doktorált, 1867-ben az Innsbrucki Egyetem fizikaprofesszorává nevezték ki. 1891-ben Ludwig Boltzmannt (1844-1906) követte a Grazi Egyetem fizikaprofesszori székében. 
1887-ben az Osztrák Tudományos Akadémia rendes tagja lett. Kutatásokat folytatott a kinetikus gázelmélet terén, valamint számos tudományos szemléltető készüléket is feltalált, amelyeket gyakran használt az osztálytermekben oktatás közben. Ezek közé tartozott például a Stormkalorimeter (1869), a szeizmográf (1897),  távolságmérő (1915) stb. Létrehozott egy szemléltető eszközt a Lissajous-görbék szemléltetésére is. 1863 és 1864 közt Ludwig Barth zu Barthenau (1839-1890) társaságában felmérést végzett a Stubai-Alpokban, 1864-ben elsőként mászta meg a 3711 méter magas Hofmannspitze csúcsot. Alpinista tárgyú írásaiban az Alpfreund írói álnevet is használta.

## Válogatott munkái
- Die Physik des täglichen Lebens, gemeinverständlich dargestellt (1906)
- Die physik des täglichen Lebens mit 467 Abbildungen (1913)
- Ueber die Wärmekapazität des Wassers und eine Methode den Ort ihres Minimums zu messen (1915)
- Ueber einen neuen Distanzmesser (1915)
- Chronik der Familie Pfaundler von 1486 bis 1915 (1915)
- Die Innsbrucker Studenten-Kompagnie 1859 und 1866 (1917)
- Das chinesisch-japanische GO-Spiel: eine systematische Darstellung und Anleitung zum Spielen desselben

## Fordítás
- Ez a szócikk részben vagy egészben  a   Leopold Pfaundler című angol Wikipédia-szócikk ezen változatának fordításán alapul.  Az eredeti cikk szerkesztőit annak laptörténete sorolja fel. Ez a jelzés csupán a megfogalmazás eredetét és a szerzői jogokat jelzi, nem szolgál a cikkben szereplő információk forrásmegjelöléseként.